# Анкаран
Анкаран (итал. Аncarano, вен. Аncaràn) је насеље у истоименој општини у Словенији. Према процени из 2020, има 3.224 становника и уједно најмлађа и најмања, четврта истарска општина у Словенији, која се 2014, након референдума из 2011, одвојила од Градске општине Копар.

## Географија
Насеље се налази се на јужној страни флишног полуострваа Миље (итал. Peninsola di Muggia) који је и граница између Истре под Италијом и под Словенијом. На подручју општине од 8,00 km² на северу Копарског залива (део већег Тршћанског залива) који се простире од ушћа Рижане на истоку до увале Сан Бартоломео на западу, Анкаран је једино насеље, а припадају му и заселци: Св. Николај (итал. San Nicolo d'Oltra), Каварјола (Cavariola), Баризони (jyжни део), Валдолтра (Val d'Oltre), Милоки, Св. Катарина, Дебела Пунта (Punta Grossa-Пунта Грoса), Бивио, Коломбини.

## Клима
Клима је у Анкарану субмедитеранска, подтип приморска субмедитеранска клима (подручје маслина), коју карактеризyју дуга и врућа лета, благе зиме и чешћи ветрови – бура, југо и маестрал. Просечне јануарске температуре су у Анкарану 4 °C, а јулске су више од 22 °C. Море је најхладније у фебруару (8 °C), најтоплије у августу (24 °C). Највише падавина има у јесен. Најјачи рерфули (удари) буре некада су јачи од 100 km/h, а насеље је добро заштићено од јаких ветрова из смера Трста. Трамонтане је значајна за обално подручје западне Истре па тако и Анкарана.

## Порекло имена
По неким изворимa, Анкаран је био насељен у римским временима назван Ancaria (Анкариа), штa асоцира на латинску именицу àncora (сидро) и придев ancorarius (сидрени), сидриште, а како је то подручје хистарско-келтиске културе не може се порећи да је топоним келтског порекла као и оближњи Тергесте (Трст).
Појавила се и теза да је место добило име по опату манастира, св. Николају Анкарану (штa је неверојатно, јер је манастир изграђен у XI. в. (6 векова од пропасти Западног римског царства). По другој тези насеље се звало Ултра, али без објашњења. Касније име топонима Валдолтра је лако разумети (Valle d'Oltre - итал, yвaла са друге стране, yвaла пpeкo, касније именовано Вал д'Олтра).

## Историја
Анкаран У време Римског империја, су на подручју Анкарана, (Хрватини), нађени сачуванини остаци каструма одакле се надзирао саобраћај на римском путу, који је кроз Шкофијски праг између Каштелира на западу и Тињан на истоку повезивала Трст (Тергесте) са местима на запaдној обали Истре. Први спомен о том путу је у 78. и 79. г. нове ере, који је римски цар Тит Флавије Веспазијан дао изградити од Трста до Пуле и даље до Албоне (Лабин) и Тарсатике (Ријека). Довршио га је његов син и по њиховом генском имену је добила име Via Flavia (Виа Флавиа). Вероватно том путу припадају 2002. нађени остаци путног тлака на анкаранском раскршћу Бивио. Из римских времена, а могуће и из грчких, су остации ископавани на брду Срмин.
Након Bизантске и Франачке владавине од 1279. Анкаран са Копром долази под Венецијанску Републику под којом остају све до њене пропасти 1797. Средствима из јавних финанција копарски подештат Пиетро Долпхино је 1775. обновио пут, који је добио име Страда Долфина (Dolphina), шта спомиње одломак плоче са натписом, који стоји на црквеном звонику у Сподњим Шкофијама.

## Знаменитости
- Међу местима од иcтopијсне важности је бенедиктински манастир који има своје почетке у XII веку.[6][7]1630. куга присиљава монахе да напусте манастир, који је тек 1774. добила породица Мадоница (Madonizza) из Копра (Capodistria), који су га претворили у летну резиденцију. За време наполеонских ратова зграда је служила као војна болница. 1909. овде је основан центар за опоравак деце с туберкулозом костију. Данас је ту ортопедска клиника Валдолтра специјализoвана за спортске озледе.
- На самој пунти полуотока налази се заселак Лазарет - Lazzaretto где је гранични прелаз према Сан Бартоломеу (Италија). Име је добило по најновијем и последњем лазарету луке Трст изграђеном 1867, који је заменио стари тршћански лазарет Свете Терезе из 1769. Од лазарета је само остао топоним.

## Култура
Данас, упркос егзодусу, у Анкарану дејствује Заједница Италијанa са седиштем у Хрватинима, иако чине само 2,5% популације. Све до почетка 1950-их за 95% становника је италијански био материњи језик.

## Становништво
По подацима Статистичког завода Републике Словеније, 2020. године Анкаран је имао 3.224 становника.
| Број становника по пописима | Број становника по пописима | Број становника по пописима |
| --------------------------- | --------------------------- | --------------------------- |
| 1991                        | 2002                        | 2011                        |
| 2.659                       | 2.984                       | 3.278                       |